# Essequibo Islands-West Demerara
Essequibo Islands-West Demerara je regionem v Guyaně. Protéká jím řeka Essequibo.

## Obyvatelstvo
| Rok  | Počet obyvatel |
| ---- | -------------- |
| 1980 | 104 750        |
| 1991 | 96 000         |
| 2002 | 103 000        |

## Historie
Region byl v minulosti kolonií Nizozemska zvanou Kolonie Essequibo. Poté částí Britské Guyany až do doby dnešní - tedy Guyanská kooperativní republika.

## Neighbourhood Councils
Regiony v Guyaně se ještě dělí na tzv. Neighbourhood Councils. V regionu Essequibo Islands-West Demerara jsou to tyto:
- III-1 Essequibo Islands
- III-2 Bonasika/Boerasirie
- III-3 Lower West Demerara

## Města a vesnice regionu
- Enterprise (Guyana)
- Leonora (Guyana)
- Meten-Meer-Zorg
- Parika
- Saxacalli
- Soesdyke
- Uitvlugt
- Stewartville
- Vreed-en-Hoop
- Windsor Forest
- Zeelandia (Guyana)